# Beckeracris dimidiata
Beckeracris dimidiata is een rechtvleugelig insect uit de familie veldsprinkhanen (Acrididae). De wetenschappelijke naam van deze soort is voor het eerst geldig gepubliceerd in 1979 door Amédégnato & Descamps.